# Pettendorf
Pettendorf é um município da Alemanha, situado no distrito de Ratisbona, no estado da Baviera. Tem 24,59 km² de área, e sua população em 2019 foi estimada em 3.489 habitantes.